# Matar o morir (película)
Matar o morir (en inglés: Peppermint) es una película de acción y suspenso dirigida por Pierre Morel y protagonizada por Jennifer Garner. La película fue estrenada en Estados Unidos el 7 de septiembre de 2018.

## Sinopsis
Riley North y su marido son un joven matrimonio con una niña. A su marido le ofrecen robar una importante cantidad de dinero a un cártel mexicano de la droga dirigido por Diego Garcia. A pesar de que desiste en participar en el asalto, se difunde su presunta autoría entre los miembros del cartel. A causa de ello, por la noche, mientras se encuentran los tres celebrando el cumpleaños de su hija en una feria, varios miembros del cartel disparan contra la familia, sobreviviendo únicamente Riley tras pasar varias semanas en coma.
Riley identifica a los asesinos de su familia. Sin embargo durante el juicio se evidencia la corrupción del sistema, que involucra al cartel, al juez, al fiscal, a los acusados y a varios agentes de policía, lo que conlleva que los asesinos queden impunes y Raley sea diagnosticada mentalmente enferma. Cuando Raley va a ser trasladada al psiquiátrico, ella consigue escapar.
Cinco años después Riley regresa a Los Ángeles tras haber pasado todo el tiempo entrenándose en varios países en artes de combate y manejo de armas con el fin de vengar la muerte de su familia. Tras ejecutar a los asesinos de su familia, a su abogado, al fiscal y al juez del caso, ella se enfrenta al cartel mexicano, terminando por matar a todos sus miembros, a los policías corruptos y al jefe Diego García.
Finalmente es detenida por los hechos frente a una fuerte controversia social al ser considerada por la población como una justiciera y una heroína. Encontrándose en el hospital esposada a la cama, ella es visitada por el jefe de la policía. Sabiendo la verdad y en agradecimiento por haber acabado con la red de corrupción, él da a ella una llave que le permite abrir las esposas y huir del sitio.

## Reparto
- Jennifer Garner como Riley North.
- John Gallagher, Jr.[5] como Carmichael.
- John Ortiz[6] como Moises.
- Method Man[7] como Agent Barker.
- Richard Cabral[5]
- Annie Ilonzeh[6] como Inman.
- Juan Pablo Raba como Diego García.[6]
- Tyson Ritter como Sam.[8]
- Pell James[9] como Peg.
- Chris Johnson como Mickey[10]
- Kyla Drew[6] como Maria.
- Cailey Fleming como Carly.[10]

## Estreno
La película fue estrenada el 7 de septiembre de 2018.

## Recepción
Peppermint ha recibido reseñas negativas de parte de la crítica y mixtas de parte de la audiencia. En el portal de internet Rotten Tomatoes, la película posee una aprobación de 13%, basada en 152 reseñas, con una calificación de 3.6/10, mientras que de parte de la audiencia tiene una contrastante aprobación de 70%, basada en más de 2500 votos, con una calificación de 3.8/5.
Metacritic le ha dado a la película una puntuación de 29 de 100, basada en 26 reseñas, indicando "reseñas generalmente desfavorables". Las audiencias encuestadas por CinemaScore le han dado a la película una "B+" en una escala de A+ a F, mientras que en el sitio web IMDb los usuarios le han dado una calificación de 6.5/10, sobre la base de 65 687 votos. En la página FilmAffinity tiene una calificación de 5.3/10, basada en 2471 votos.